# Victor Brännström
Olov Victor Brännström, född 3 januari 1983 i Blåsmark, död 2 september 2012 i Piteå, var en svensk fotbollsspelare (anfallsspelare) som spelade i Piteå IF och tre år i Superettan med Bodens BK. Han har även haft kontrakt med Helsingborgs IF.
Som 17-åring fick han proffskontrakt med Helsingborgs IF men på grund av skador och sjukdomar blev den enda tävlingsmatchen för HIF en match i Intertotocupen. 2002 gick han till Bodens BK som då hade gått upp till Superettan. Fyra säsonger senare gick han tillbaka till Piteå IF där han under flera år var en tongivande spelare och även lagkapten.

## Död
I början av matchen mot Umedalens IF den 2 september 2012 sjönk Victor Brännström ihop på planen. Han fick hjälp av sjukvårdare på plats och fördes till sjukhus men hans liv gick inte att rädda. Matchen bröts och händelsen chockade föreningen. Brännström hade gjort 1–0 till Piteå en minut före händelsen.
Brännström hade under försäsongen samma år liknande symptom då han kollapsade på fotbollsplanen under en träningsmatch och låg inlagd på sjukhuset i Piteå för undersökning. Han hade även avstått från spel i Piteå IF fram till sommaren.